# Red River del Nord
Il Red River del Nord è un fiume del Nord America, che segna il confine tra gli Stati del Minnesota e del Nord Dakota negli Stati Uniti d'America e si getta nel Lago Winnipeg nella provincia canadese del Manitoba.
È nominato Red River del Nord per distinguerlo dal suo omonimo Red River, un affluente del fiume Mississippi.
Nasce dalla confluenza dei fiumi Bois de Sioux e Otter Tail che discendono dal Coteau des Prairies, e si dirige costantemente verso nord. Negli Stati Uniti attraversa le città di Fargo e Grand Forks, entrando successivamente in Canada, nella provincia del Manitoba, dove attraversa la capitale Winnipeg, che sorge alla confluenza con il fiume Assiniboine.
Il Red River del Nord è ciò che rimane dell'antico Lago Agassiz.
Numerose sono state le sue inondazioni, in particolare nel 1776, 1826, 1852, 1950 e, più recentemente, nell'aprile 1997. 
L'ultima alluvione ha duramente colpito Grand Forks, ma ha relativamente risparmiato Winnipeg grazie ad un canale di controllo di 47 km inaugurato nel 1968 che consente di deviare l'acqua dalla capitale. La portata di 2.000 m³/s è stata superata undici volte tra il 1948 e il 1999, e si sono registrati i 6.400 m³/s nel 1826.